# 甲賀三郎 (傳說)
甲贺三郎（日语：／ Kōga Saburō）是长野县諏訪地区的传说中的主人公名字。他曾在地底国家迷失并流浪，后来回到地面时变成蛇身（或龙）并成为諏訪之神等留下各种传说。也有一些以近江國为背景的传说。

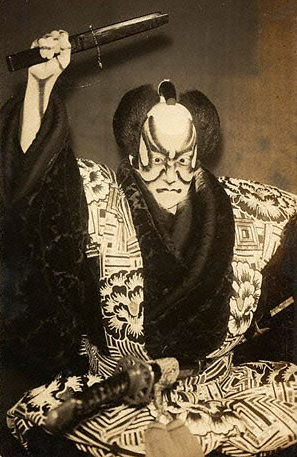
第五代（贈十代目團十郎）、“ ”的甲賀三郎

## 概要

### 諏訪的龍蛇信仰

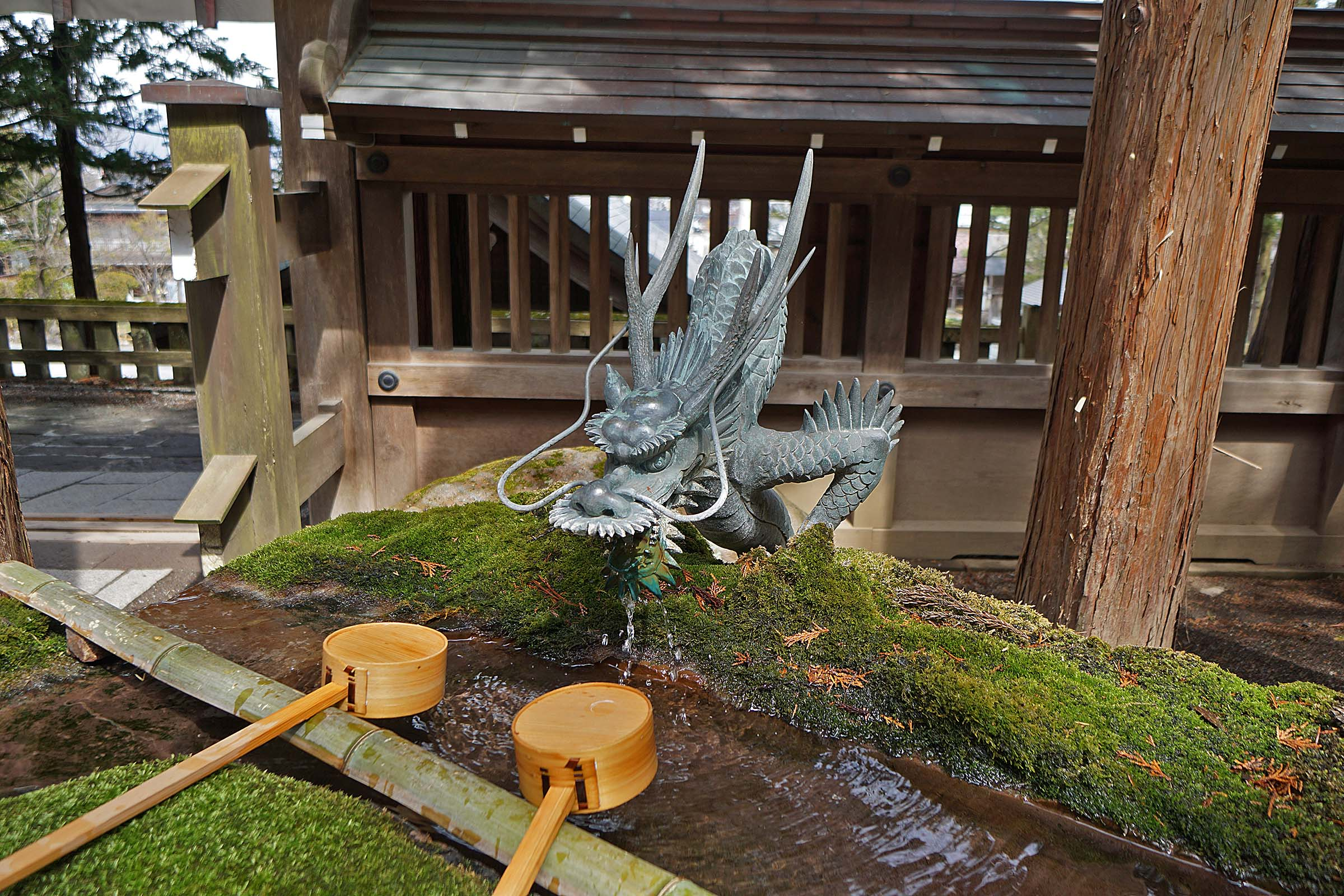
手水（諏訪大社上社本宮）

在日本国家历史中，諏訪大社祭祀着名为“建御名方神”和“八坂刀賣神”的神灵，而在《古事記》和《先代舊事本紀》中，建御名方神被描绘为大國主神的次子，曾与建御雷神在力量的比拼中败北。在諏訪地区，有许多传说和民间故事将諏訪的神（建御名方神）与蛇（或龙）联系一起，諏訪大社上社的祭祀活动（包括中世纪的御室神事等）中能够看见龙蛇信仰的痕迹。

### 传说的起源
在鎌倉時代曾担任諏訪上社的大祝的諏訪氏（神氏）的武士，并成为北条得宗家的御內人。随着諏訪大社受镰仓幕府的庇护，諏訪信仰在全国范围内开始传播并成为许多武士信仰的軍神。諏訪氏的始祖在8岁时被选为諏訪明神（建御名方神）的神體，因此大祝世代传承被崇敬为現人神，即諏訪明神的后裔和諏訪明神本体。諏訪氏利用这一点掌握权力，并成立一个名为諏訪神黨的武士团体。然而，由于幕府滅亡后发生的中先代之亂，导致諏訪氏的权威丧失，而大祝的氏人也因此离开。在这一时期，人们更加寻求与本地景观相关的起源故事，而不是大祝家族传承的传说，因此，在各地同一时期涌现与諏訪氏和大祝无关的新《諏訪縁起》。将諏訪之神甲賀三郎描绘成武士的传说便是其中之一。
当时，《古事记》和六国史等史料因难以轻易阅读，因此，中世前期的諏訪縁起是在没有记纪神话的影响下重新编纂。实际上，将《先代舊事本紀》中记载的建御名方神的故事，首次作为諏訪大社的正式起源记载的文献是在1356年的《諏方大明神画詞》中。

### 故事类型
根据国际民間故事與童話分类法的阿爾奈-湯普森分類法，甲賀三郎的故事被認為是「AT301型」（魔法故事-超自然敵人），與貝奧武夫傳說同類。

## 简要叙述
甲賀三郎传说有两种版本，其一为将主人公的名字称为“諏方（よりかた）”，而另一种为“兼家（かねいえ）”，两中版本的内容各不相同。

## 文化影响
- 1646年，以近江国的甲賀三郎兼家为主人公的古淨瑠璃剧本。[7]
- 1704年，由近松門左衛門创作的淨瑠璃剧本《甲賀三郎》。该版本的主题是以近江國的甲贺左卫门兼连之子，三郎兼家进行消灭鬼的故事[7][8]。
- 原傳說另有附加大蛇、通奸要素的不同版本。1735年，由初代竹田出雲编成的木偶剧《甲賀三郎窟物語》便採用了前述版本進行改編。[9]
- 《嫐》，以甲賀三郎为主人公的歌舞伎剧。
- 2023年电子游戏《Fate/Samurai Remnant》中以Assassin職階登场，声优为石川英郎。

## 相关项目
- 神道文集
- 諏訪大社
- 蓼科山
- 建御名方神
- 八坂刀賣神